# Bouřlivec
Der Bouřlivec (deutsch: Katzbach oder Riesenbach, im Oberlauf Hüttengrundbach) ist ein linker Nebenbach der Bílina im Okres Teplice in Tschechien.

## Verlauf
Der Bouřlivec entspringt im Erzgebirge nordwestlich Mikulov v Krušných horách (Niklasberg) auf einer Höhe von 750 m. Er fließt dann als Gebirgsbach durch den Hüttengrund (Mikulovský údolí) entlang der Staatsstraße Silnice II/382 nach Hrob (Klostergrab), OT Mlýny (Grundmühlen) und wurde früher in diesem Abschnitt Hüttengrundbach genannt. 
Südlich von Hrob erreicht er das Nordböhmische Becken, ab hier früher Katzbach genannt.
Nach einer Umverlegung des Bachbetts, bedingt durch den Braunkohlenabbau, fließt er durch die Orte Jeníkov (Janegg), Lahošť (Loosch), Zabrušany (Sobrusan) und Želénky (Schelenken). Bei Lahošť fließt er an der Riesenmühle (Obří mlýn) und an der Riesenquelle (Obří pramen) vorbei und wurde daher früher Riesenbach genannt. Hinter Lahošť wird der Bach in der Talsperre Vodní nádrž Všechlapy angestaut. Bei Hostomice nad Bílinou (Hostomitz) mündet er auf einer Seehöhe von 190 m links in die Bílina (Biela).
Der Bouřlivec ist 18,5 km lang, sein Einzugsgebiet beträgt 99,5 km² und der durchschnittliche Abfluss an der Mündung beträgt 0,62 m³/s.
In früheren Zeiten hat der Bach viele Wassermühlen angetrieben. 

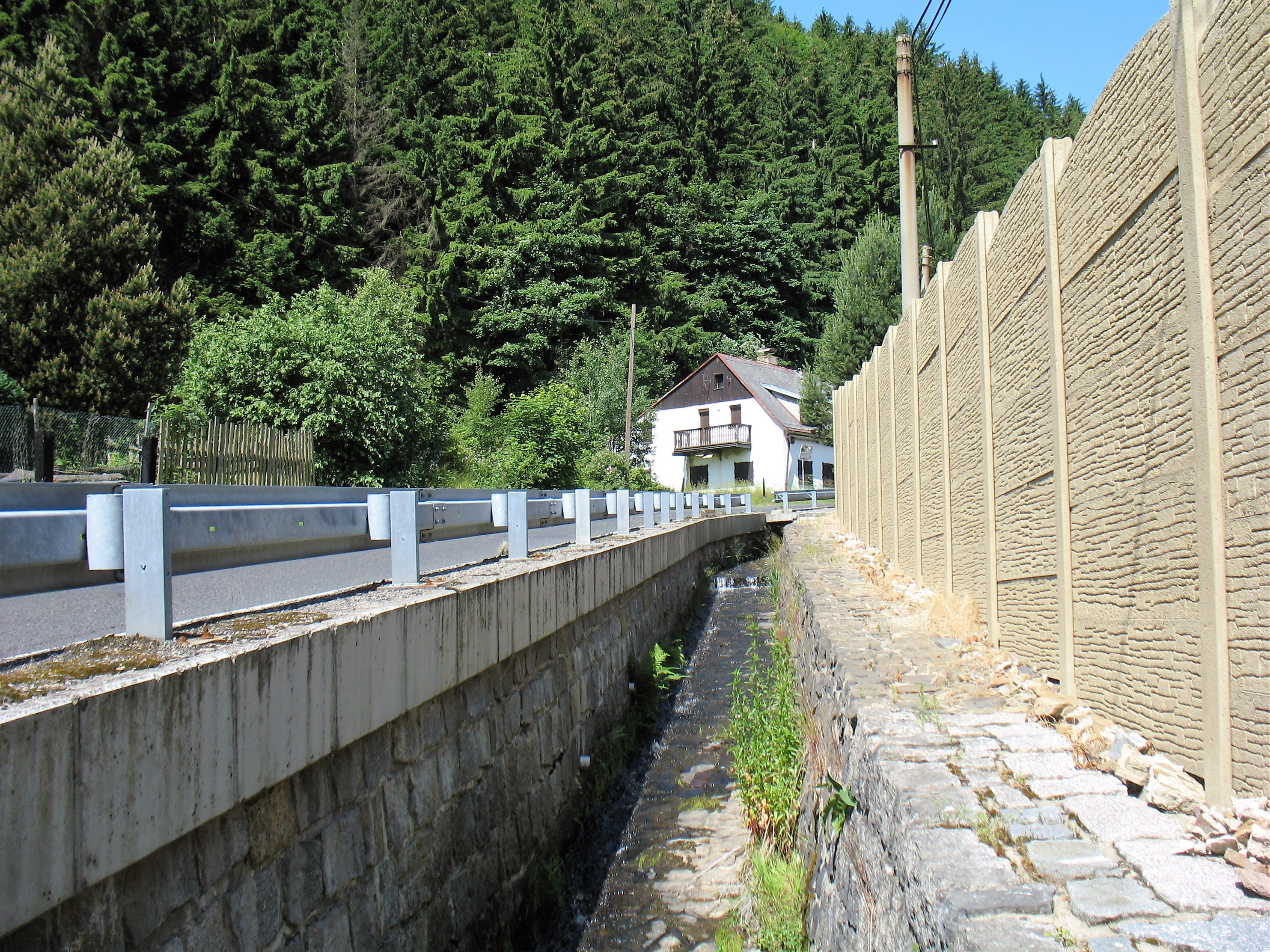
Hüttengrundbach bei Niklasberg
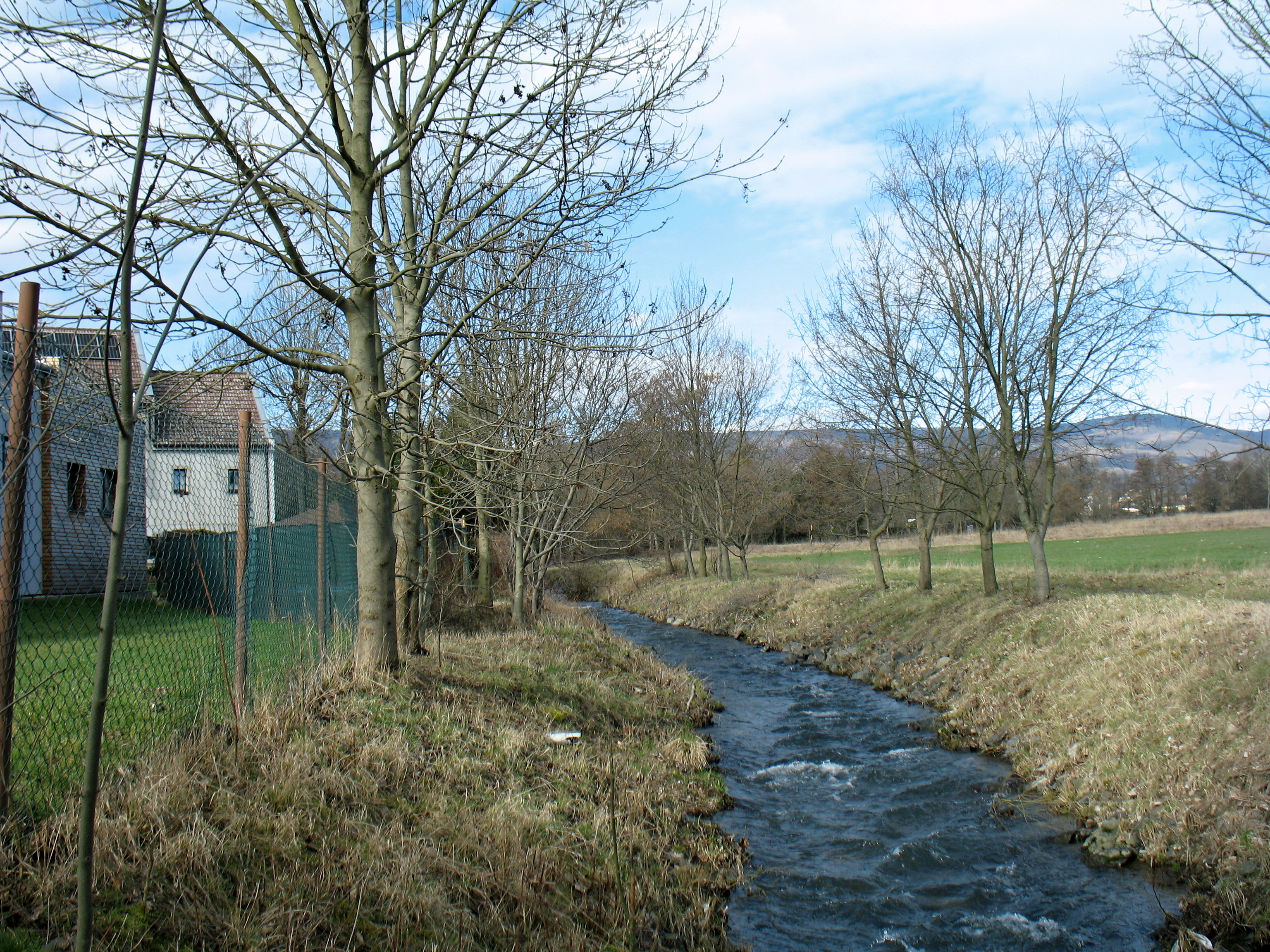
Riesenbach bei Loosch
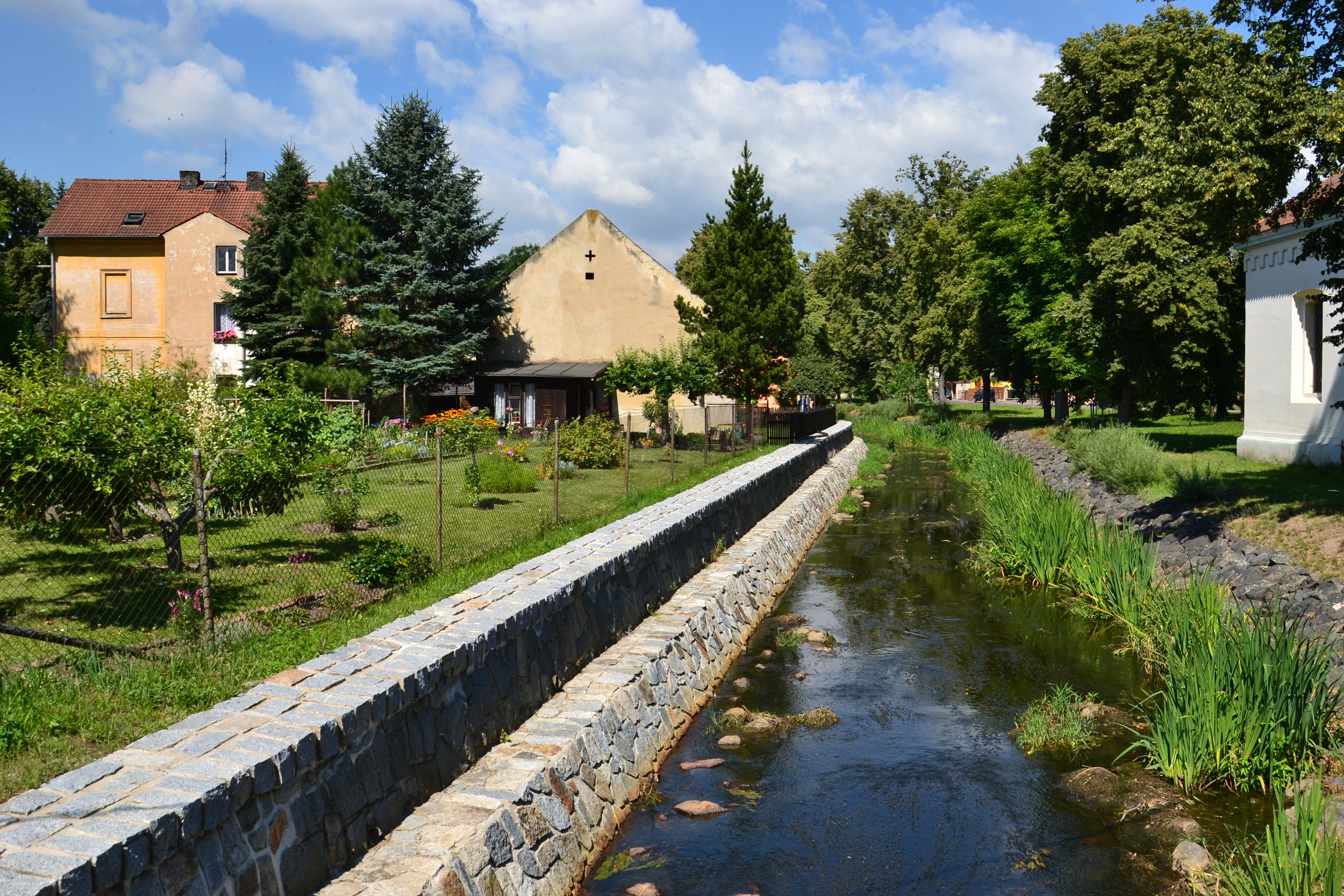
Riesenbach bei Loosch
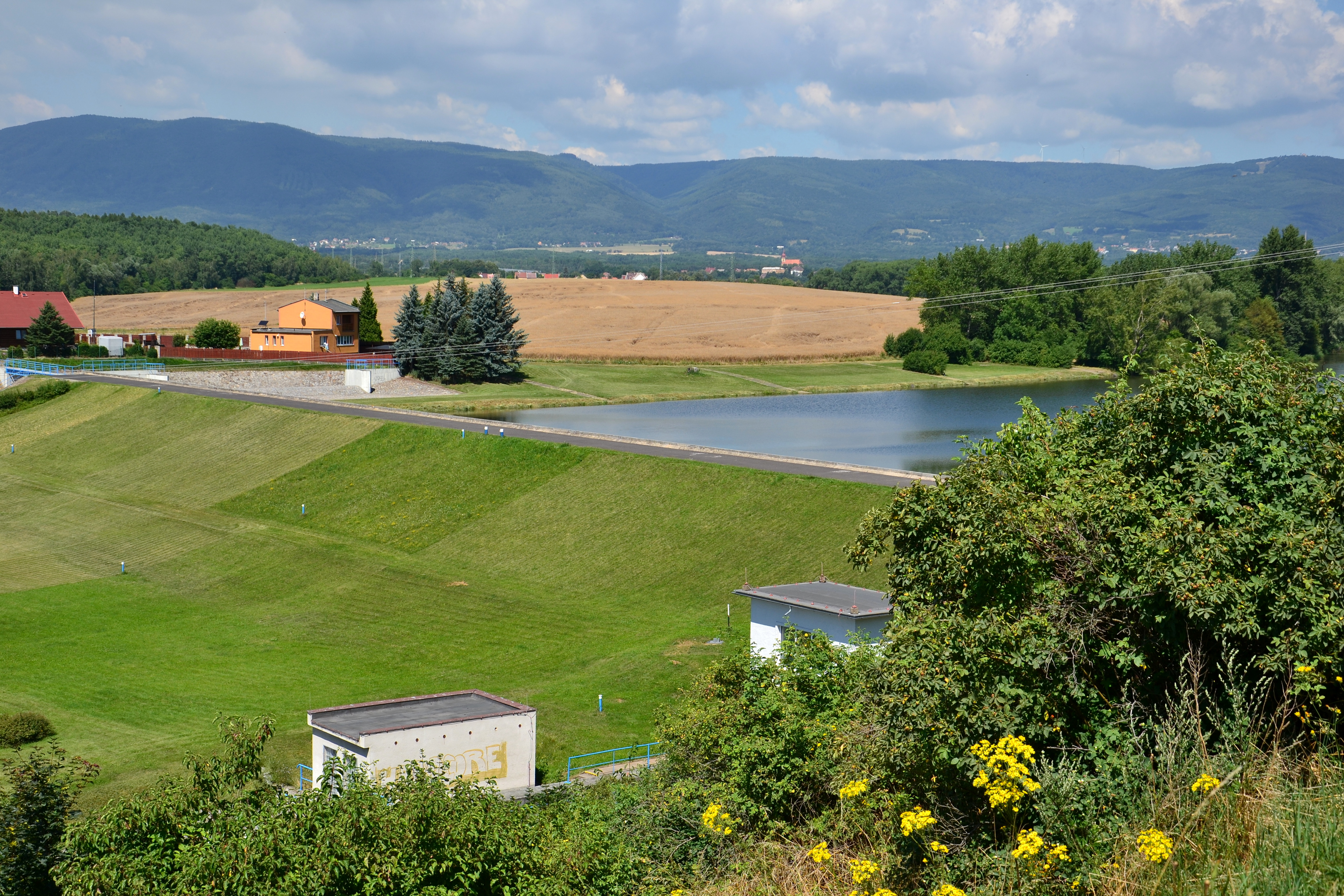
Talsperre Všechlapy